# Pablo Velarde
Pablo Velarde Díaz-Pache (Sevilla, 1963) es un historietista español.

## Biografía
Pablo Velarde estudió Arquitectura. En 1991 marchó a Nueva Zelanda, donde realizó algunos trabajos como arquitecto pero ante la falta de oportunidades en esta materia decidió allí cambiar su orientación laboral y desempeñó trabajos como animador y publicista.
Sin una formación específica como dibujante y narrador de historietas, algunos de sus principales referentes en este ámbito han sido Joan Rafart y Bill Watterson, entre otros. Las historias que cuenta están principalmente basadas en sus propias vivencias.
Inició su carrera profesional como historietista con Quintín Lerroux en 1994, incorporándose el año siguiente a Ediciones El Jueves, para cuyos semanarios ha aportado diferentes series, entre las que destacan Porca miseria y Amigas las tres. 
Otra serie que publicó para El Jueves, desde 2011, fue Custodia compartida, cuyas historias se cuentan desde el punto de vista de una niña llamada Custodia cuyos padres están separados. Aparece firmada con el seudónimo de «Judas». Muchas de las historias de esta serie han sido recopiladas en un tomo en 2017.
En 2017, junto a José Luis Ágreda, dibujó la novela gráfica Quinielas, que conmemora los 70 años de existencia de las apuestas de quinielas en España mediante siete historias que transcurren cada una en una década distinta. Esta novela fue premiada, en el Festival Iberoamericano de la Comunicación Publicitaria, con el «Sol de Plata a Contenidos de Marca».
Otra de sus obras es Epílogo, en 2019, una novela gráfica de suspense —con influencias de John Le Carré y que también homenajea al fotógrafo Antoni Campañá— que trata de la investigación de un periodista sobre la verdadera identidad de su padre y está realizada en blanco y negro.
Además, ha realizado otras ilustraciones en numerosos periódicos, revistas y libros infantiles.

## Obra
| Años      | Título                  | Tipo            | Publicación                            |
| --------- | ----------------------- | --------------- | -------------------------------------- |
| 1993      | Jack, Albóndiga Mutante |                 | Fanedición                             |
| 1994      | Quintín Lerroux         | Serie           | La Movida de Sevilla, Mini Mundo, etc. |
| 1995      | Rafaelito Matador       | Serie           | Puta Mili                              |
| 1995      | Quintín Lerroux         | Serial, 3 núms. | Camaleón: El Extraño Camaleón          |
| 1996      | Porca Miseria           | Serie           | El Jueves                              |
| 1998      | Rafaelito Matador       | Serial, 4 núms. | Dude Comics                            |
| 1998-2006 | Amigas las tres         | Serie           | El Jueves                              |
| 2011-     | Custodia compartida     | Serie           | El Jueves                              |
| 2017      | Quinielas               | Novela gráfica  |                                        |
| 2019      | Epílogo                 | Novela gráfica  |                                        |